# Tropico (Pat Benatar)
Tropico è il sesto album in studio di Pat Benatar, pubblicato il 1º novembre 1984.
Ha raggiunto la quattordicesima posizione della classifica di vendita Billboard 200, vendendo complessivamente più di un milione di copie. Dal disco sono stati estratti vari singoli; We belong è entrato tra i primi dieci della classifica di vendita negli Stati Uniti. Gli altri singoli sono stati Painted Desert, Outlaw Blues e Ooh Ooh Song. Di quest'ultimo brano è stata in seguito realizzata anche una versione in lingua spagnola inserita nella raccolta Synchronistic Wanderings del 1999
L'album è il primo in cui la Benatar inizia ad allontanarsi dallo stile hard rock che aveva sino ad allora caratterizzato il suo lavoro, per accostarsi a sonorità più morbide e affini al pop.

## Tracce
1. Diamond Field – 3:20
2. We Belong – 3:40
3. Painted Desert – 5:24
4. Temporary Heroes – 4:30
5. Love in the Ice Age – 4:05
6. Ooh Ooh Song – 4:28
7. Outlaw Blues – 3:47
8. Suburban King – 1:48
9. A Crazy World Like This – 4:02
10. Takin' It Back – 4:07

## Formazione
- Pat Benatar – voce
- Neil Giraldo – chitarra e armonica
- Charlie Giordano – tastiere
- Roger Capps – basso
- Donnie Nossov - basso e cori
- Myron Grombacher – batteria
- Lennie Castro - percussioni
- Produttori: Neil Giraldo e Peter Coleman